# ヒュリヤ・シェンユルト
ヒュリヤ・シェンユルト（Hülya Şenyurt  1973年11月10日 - ）はトルコのオルドゥ出身の柔道選手。階級は48kg級。

## 人物
柔道は13歳の時に始めた。1990年のヨーロッパジュニア48kg級で3位、翌年には2位となった。1992年バルセロナオリンピックでは2回戦でフランスのセシル・ノバックに袖釣込腰で敗れたものの、その後敗者復活戦を勝ち上がると、3位決定戦ではイギリスのカレン・ブリッグスと対戦することになった。準決勝で田村亮子と対戦して敗れた際に右肩を脱臼して思うような動きが取れないブリッグスに対して、内股の技ありで優勢勝ちを収めて18歳にして銅メダルを獲得したなお、トルコの女子選手としてオリンピックで初めてのメダルを獲得した選手にもなった。1993年のヨーロッパ選手権では3位となった。その後も一定の活躍を果たすが、1996年アトランタオリンピックでは初戦で敗れた。

## 主な戦績
- 1990年 - ヨーロッパジュニア　3位
- 1991年 - ヨーロッパジュニア　2位
- 1992年 - バルセロナオリンピック　3位
- 1993年 - ヨーロッパ選手権　3位
- 1994年 - ブルガリア国際　3位
- 1994年 - オランダ国際　3位
- 1994年 - ヨーロッパ選手権　7位
- 1996年 - ロシア国際　3位
- 1996年 - オーストリア国際　3位
- 1996年 - チェコ国際　3位
- 1996年 - オランダ国際　優勝